# Tratado de Paris (1810)
O tratado de Paris de 1810 foi o tratado internacional que colocou um fim à guerra entre França e Suécia após a derrota sueca frente à Rússia, aliado da França, na Guerra Finlandesa de 1808-1809. Foi assinado em 6 de janeiro de 1810.[carece de fontes?]
A Rússia já tinha sido aliada da Suécia na Terceira e na Quarta coligações contra a França, mas após a derrota da Rússia em Friedland, esta juntou-se à França e atacou a Suécia para a obrigar a se juntar ao Bloqueio Continental organizado por Napoleão. De facto, o principal resultado do tratado foi o acordo da Suécia em se juntar ao bloqueio continental, de modo que a Suécia não negociaria com o Reino Unido. Pouco depois de o tratado ser assinado, em 21 de agosto de 1810, um dos marechais de Napoleão, Jean-Baptiste Bernadotte, foi eleito príncipe herdeiro da Suécia, e fundou a Casa de Bernadotte, que continua a ser a Casa Real da Suécia. A paz resultante do tratado durou até à recusa de Napoleão de permitir que a Suécia anexasse a Noruega, que estava então sob soberania da Dinamarca, um aliado da França.  Isto foi seguido em janeiro de 1812 pela ocupação francesa da Pomerânia sueca por violação do Bloqueio Continental, uma vez que a Suécia ainda estava a negociar com o Reino Unido e, em abril, a conclusão da Suécia do Tratado de Petersburgo com a Rússia, contra a França.